# Карролл (округ, Огайо)
Округ Карролл (англ. Carroll County) располагается в США, штате Огайо. Был создан официально 1 января 1833 года. По состоянию на 2010 год, численность населения составляла 28 836 человек. Получил своё название в честь плантатора и политического деятеля Чарльза Кэрролла III, подписавшего декларацию независимости США.

## География
По данным Бюро переписи США, общая площадь округа равняется 1 033 км², из которых 1 022 км² суша и 11 км² или 1,08 % это водоёмы.

### Соседние округа
- Колумбиана (Огайо) — северо-восток
- Джефферсон (Огайо) — юго-восток
- Гаррисон (Огайо) — юг
- Таскаровас (Огайо) — юго-запад
- Старк (Огайо) — северо-запад

## Демография
По данным переписи населения 2000 года в округе проживает 28 836 жителей в составе 11 126 домашних хозяйств и 8 155 семей. Плотность населения составляет 28 человек на км². На территории округа насчитывается 13 016 жилых строений, при плотности застройки 13 строений на км². Расовый состав населения: белые — 98,02 %, афроамериканцы — 0,54 %, коренные американцы (индейцы) — 0,32 %, азиаты — 0,11 %, гавайцы — 0,02 %, представители других рас — 0,09 %, представители двух или более рас — 0,71 %. Испаноязычные составляли 0,55 % населения.
В составе 31,90 % из общего числа домашних хозяйств проживают дети в возрасте до 18 лет, 61,90 % домашних хозяйств представляют собой супружеские пары проживающие вместе, 7,70 % домашних хозяйств представляют собой одиноких женщин без супруга, 26,70 % домашних хозяйств не имеют отношения к семьям, 22,90 % домашних хозяйств состоят из одного человека, 10,40 % домашних хозяйств состоят из престарелых (65 лет и старше), проживающих в одиночестве. Средний размер домашнего хозяйства составляет 2,56 человека, и средний размер семьи 3,00 человека.
Возрастной состав округа: 25,10 % моложе 18 лет, 7,50 % от 18 до 24, 27,50 % от 25 до 44, 25,70 % от 45 до 64 и 14,20 % от 65 и старше. Средний возраст жителя округа 39 лет. На каждые 100 женщин приходится 98,00 мужчин. На каждые 100 женщин старше 18 лет приходится 95,40 мужчин.
Средний доход на домохозяйство в округе составлял 35 509 USD, на семью — 41 114 USD. Среднестатистический заработок мужчины был 31 611 USD против 21 285 USD для женщины. Доход на душу населения был 16 701 USD. Около 8,50 % семей и 11,40 % общего населения находились ниже черты бедности, в том числе — 17,20 % молодежи (тех кому ещё не исполнилось 18 лет) и 11,10 % тех кому было уже больше 65 лет.